# Психичке особине
Психичке особине су релативно трајне карактеристике појединца, а то су: физички изглед, интелигенција, карактер, темперамент, навике, свест о себи или своје ја, ставови, вредности идр. Сваки појединац чини јединствену организацију ових значајних особина по којима он добија предност за себе и по себи, о којима можемо да га препознамо.